# Большое бревно
Большое бревно — скальные выходы известняков на левом берегу реки Усьвы, в Чусовском районе, Пермского края. Достигают высоты до 90 метров над уровнем реки. Протяжённость обнажения чуть более 500 метров. Ландшафтный памятник природы Пермского края образован Решением Пермского областного исполкома в 1988 году. Для его территории характерны смешанный хвойно-мелколиственный лес и растительность скальных обнажений. Общее количество видов сосудистых растений — 78, в том числе включённых в Красную книгу Пермского края: астра альпийская (Aster alpinus), венерин башмачок пятнистый (Cypripedium guttatum), володушка многожилковая (Bupleurum multinerve), Гудайера ползучая (Goodyera repens), козелец голый (Scorzonera glabra), криптограмма Стеллера (Cryptogramma stelleri), минуарция Гельма (Minuartia helmii), постенница мелкоцветковая (Parietaria micrantha), тимьян Талиева (Thymus talijevii).